# 足球隊 (足球類運動)

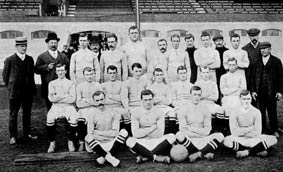
1905年切爾西足球俱樂部與後勤人員合影

足球隊（英語：Football team）是一組被選中加入足球類團隊運動的足球員，並且代表學校、團體、足球俱樂部、地方或國家，參加與對手球隊的比賽。全明星隊（All-star team）甚至是根據球迷或球圈人士票選，集合一組適合特定任務的活躍足球員，或是由特定的最佳運動員組成假想隊伍，例如：夢之隊、世紀之隊、十年最佳陣容、年度最佳陣容，儘管現實可能從未成立隊伍進行真正的比賽。
足球隊和足球俱樂部（football club）之間的區別在於註冊成立，足球俱樂部是由理事會組成，並且實際管理的實體。足球俱樂部除了簽約球員組織球隊，可能還設有附屬的球迷會。成立俱樂部的好處是可以讓球隊獲得額外的志願者、後勤人員、設施和配備。

## 概括

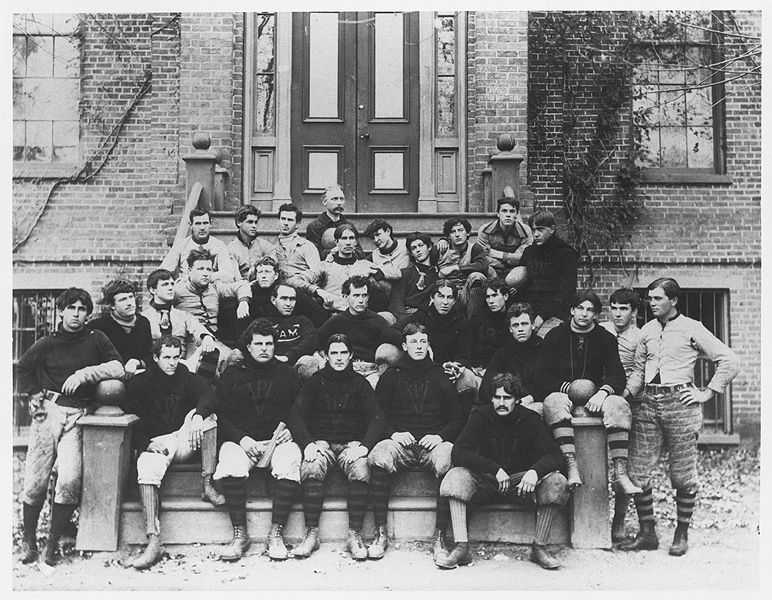
1896年大學橄欖球賽季代表弗吉尼亞理工大學的美式足球隊

足球類運動有多種類型，包括英式足球、烤盤足球、澳式足球、蓋爾式足球、聯盟式橄欖球和英式橄欖球。這些不同運動規則中，每支球隊的球員數量可能會有很大差異。有時，「足球隊」一詞僅限於在比賽中上場的先發球員，並不總是包括作為替補或應急上場的其他球員；「足球團隊」（football squad）一詞，可以用來包括這些後備球員。
足球俱樂部作為一個體育俱樂部，是有組織或註冊成立的團體。這些機構有理事會、秘書、總裁或主席、法定登記人和理事會成員。足球俱樂部通常有一套章程，包括比賽所依據的規則，並且通常是隸屬於其運動管理機構的體育聯盟成員。足球俱樂部可以派出多支球隊，參加幾個不同組別的聯賽，並有責任確保球隊在各自比賽中繼續存在。足球隊和足球俱樂部這兩個詞彙，有時會被支持者互換使用，它通常會是指在足球俱樂部內，參加最高級別聯賽的球隊。
最古老的足球俱樂部可以追溯至19世紀初，雖然大多數俱樂部都有註冊成立，但並非所有足球俱樂部都有保存記錄。獨立俱樂部通常像企業一樣經營，並且採取公司註冊。不過許多足球隊是作為學校、體育俱樂部、民間社團等大型組織的一部分成立，因此除非與其他球隊競爭，否則可能不會保留其成立和運作的公共記錄。
足球俱樂部也可能在一段時間內處於休眠狀態，並在隨後重新組建，例如：由於戰爭或缺席聯賽等原因而休會，甚至在不同足球規則之間轉換聯盟。與此同時，如果足球俱樂部的資金不能抵銷債務，或是無法派出球隊參加比賽，它可能會面臨倒閉。

## 不同足球規則的球員人數

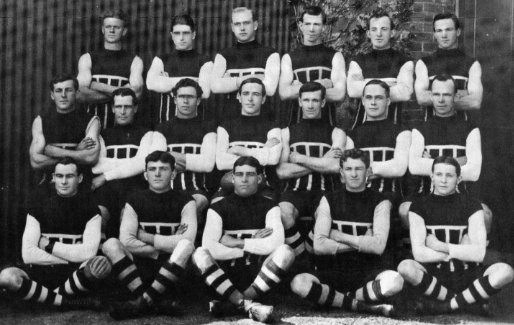
1914年澳大利亞錦標賽冠軍隊伍阿德萊德港足球俱樂部的18名球員

參加以下足球類運動，組成隊伍的球員人數是：
- 協會足球（英式足球）：11人[1]
  - 七人制足球（英语：Seven-a-side football）：7人
  - 室內足球：5至7人
  - 室內五人制足球、沙灘足球、五人制足球：5人
- 美式足球：11人
  - 競技場足球（英语：Arena football）：8人
- 加拿大式足球：12人
- 聯盟式橄欖球：13人
- 英式橄欖球：15人
  - 七人制橄欖球：7人
- 蓋爾式足球：15人
- 澳式足球：18人

## 足球隊列表

### 協會足球
- 足球俱樂部列表
- 國家足球隊列表
- 女子足球俱樂部列表（英语：List of women's association football clubs）
- 國家女子足球隊列表（英语：List of women's national association football teams）

### 澳式足球
- 澳式足球俱樂部列表（英语：List of Australian rules football clubs）

## 另見
- 足球俱樂部
- 體育俱樂部
- （top team）
- （farm team）
- 企業隊
- 預備隊（英语：Reserve team）
- 練習隊（英语：Practice squad）
- 青訓系統